# 管理業務主任者
管理業務主任者（かんりぎょうむしゅにんしゃ）は、現行のマンションの管理の適正化の推進に関する法律制定にともないマンションの委託契約に関する重要事項や管理事務の報告を行うために設けられた国家資格のひとつであり、マンション管理業（以下管理業務主任者の設置義務に記載の場合のみ）を営む際に設置が義務付けられる。従って管理業務主任者はマンション管理業務上、その諸問題で精通していなければならない。
英名は「Licensed Representative of Condominium Management Company」 である。

## 資格が必要な業務
以下の業務は管理業務主任者がおこなわなければならない。
- 委託契約に関する重要事項説明および重要事項説明書（72条書面）への記名
- 管理委託契約書（73条書面）への記名
- 管理事務の報告（77条）

これらの業務は管理業務主任者であれば専任の管理主任者でなくとも行える。

### 業務範囲と関連規正法
管理業務主任者として携わる業務範囲は、以下の表を参照すること。
| 名称         | 名称                   | 事業を規制する法律                                              | 法制度に固有業務がある専門家 |
| ------------ | ---------------------- | --------------------------------------------------------------- | ---------------------------- |
| 不動産取引業 | 建物売買業・土地売買業 | 宅地建物取引業法                                                | 宅地建物取引士               |
| 不動産取引業 | 不動産代理業・仲介業   | 宅地建物取引業法                                                | 宅地建物取引士               |
| 不動産賃貸業 | 不動産賃貸業           | 賃貸住宅の管理業務等の適正化に関する法律 （特定転貸事業関係）   | －                           |
| 不動産賃貸業 | 貸家業・貸間業         | －                                                              | －                           |
| 不動産賃貸業 | 駐車場業               | －                                                              | －                           |
| 不動産管理業 | 分譲マンション         | マンションの管理の適正化の推進に関する法律                      | 管理業務主任者               |
| 不動産管理業 | 賃貸住宅               | 賃貸住宅の管理業務等の適正化に関する法律 （賃貸住宅管理業関係） | 業務管理者                   |
| 不動産管理業 | オフィスビル等         | －                                                              | －                           |

業務に付随して、上記以外の各種法律の規制を受ける場合がある。

## 管理業務主任者の設置義務
管理会社は国土交通省へ業登録の際において、事務所ごとに30管理組合に一人以上の成年者である専任の管理業務主任者を置かなければならない。（必置資格）

ただし、人の居住の用に供する独立部分が5以下のマンション管理組合から委託を受けた管理事務を、その業務とする事務所については、成年者である専任の管理業務主任者の設置義務は無い。（マンションの管理の適正化の推進に関する法律第56条,施行規則第61条および第62条）
なお、管理会社が宅建業者の場合、専任の管理業務主任者である者は専任の宅地建物取引士を兼任することはできない。

## 管理業務主任者試験
受験申込者数・受験者数・合格者数の推移は下表のようである。

試験主体は国土交通大臣であり、一般社団法人マンション管理業協会を指定試験機関として実施する国家資格である。
- 受験資格
- 年齢・性別・学歴等の制限は一切ない。
- 案内書の配布（8月1日から9月30日）
- 試験の申し込みの受付（9月1日から9月30日まで）
- 実施時期
年1回（通常12月第1日曜日）
- 実施地域
北海道、宮城県、東京都、愛知県、大阪府、広島県、福岡県、沖縄県並びにこれらの周辺地域
- 試験科目　
  1. 管理事務の委託契約に関すること
  2. 管理組合の会計の収入及び支出の調定並びに出納に関すること
  3. 建物及び附属施設の維持又は修繕に関する企画又は実施の調整に関すること
  4. マンションの管理の適正化の推進に関する法律に関すること
  5. 前各号に掲げるもののほか、管理事務の実施に関すること

### 合格率・合格基準点の推移
合格率は2003年以降毎年20%前後で推移しており、合格率に対応した得点が合格基準点に設定されていると推測される。 従って問題が難しい年は高得点者の割合が少なくなる為、合格基準点が低くなり、逆に問題が易しい年は基準点が高くなる。 合格基準点は近年概ね33～37点の間で変動しており、合格には35点以上を目安に全体の7割弱程度の得点が要求される。 また社会保険労務士のように科目ごとの足切り点は存在せず、総合得点で採点される。
| 実施年度           | 申込者数 | 受験者数 | 合格者数 | 合格率 | 合格点 |
| ------------------ | -------- | -------- | -------- | ------ | ------ |
| 2001年（平成13年） | 64,278人 | 57,179人 | 33,742人 | 58.5%  | 38点   |
| 2002年（平成14年） | 39,981人 | 35,287人 | 10,390人 | 29.4%  | 33点   |
| 2003年（平成15年） | 31,558人 | 27,017人 | 5,651人  | 20.9%  | 35点   |
| 2004年（平成16年） | 28,642人 | 24,104人 | 4,617人  | 19.2%  | 37点   |
| 2005年（平成17年） | 26,960人 | 22,576人 | 5,019人  | 22.2%  | 36点   |
| 2006年（平成18年） | 27,779人 | 20,830人 | 4,209人  | 20.2%  | 33点   |
| 2007年（平成19年） | 23,790人 | 20,194人 | 4,497人  | 22.3%  | 33点   |
| 2008年（平成20年） | 23,847人 | 20,215人 | 4,113人  | 20.3%  | 34点   |
| 2009年（平成21年） | 24,890人 | 21,113人 | 4,329人  | 20.5%  | 34点   |
| 2010年（平成22年） | 24,129人 | 20,620人 | 4,135人  | 20.1%  | 36点   |
| 2011年（平成23年） | 24,376人 | 20,625人 | 4,278人  | 20.7%  | 35点   |
| 2012年（平成24年） | 22,887人 | 19,460人 | 4,254人  | 21.9%  | 37点   |
| 2013年（平成25年） | 22,052人 | 18,852人 | 4,241人  | 22.5%  | 32点   |
| 2014年（平成26年） | 20,899人 | 17,444人 | 3,671人  | 21.0%  | 35点   |
| 2015年（平成27年） | 20,317人 | 17,021人 | 4,053人  | 23.6%  | 34点   |
| 2016年（平成28年） | 20,255人 | 16,952人 | 3,816人  | 22.5%  | 35点   |
| 2017年（平成29年） | 20,098人 | 16,950人 | 3,679人  | 21.7%  | 36点   |
| 2018年（平成30年） | 19,177人 | 16,249人 | 3,531人  | 21.7%  | 33点   |
| 2019年（令和元年） | 18,464人 | 15,591人 | 3,617人  | 23.2%  | 34点   |
| 2020年（令和2年）  | 18,997人 | 15,667人 | 3,739人  | 23.9%  | 37点   |
| 2021年（令和3年）  | 19,592人 | 16,538人 | 3,203人  | 19.4%  | 35点   |
| 2022年（令和4年）  | 19,589人 | 16,217人 | 3,065人  | 18.9%  | 36点   |
| 2023年（令和5年）  | 17,855人 | 14,652人 | 3,208人  | 21.9%  | 35点   |
| 2024年（令和6年）  | 17,775人 | 14,850人 | 3,159人  | 21.3%  | 38点   |

### 試験の難易度
平成13年度から始まった試験である。試験の知名度が上がったこともあり、年々難化傾向となっている。また、試験範囲がほぼ同じで管理業務主任者試験より難度が高いマンション管理士とのダブル取得を目指す受験生も多い。管理業務主任者の合格者はマンション管理士試験の一部（マンション管理適正化法の5問）が免除される。

## 資格の有効期限・講習
- 実際に「管理業務主任者」を名乗り独占業務を行うには、管理業務主任者試験に合格し、国土交通大臣の資格登録を受け、かつ管理業務主任者証の交付を受ける事が必要である。
- 資格登録には実務経験が2年以上なければならない。但し、マンション管理業協会が行う登録実務講習を受ける事により「2年以上の実務経験を有する者と同等以上の能力を有する者」と認められる。
- 管理業務主任者証の有効期限は5年間で、5年ごとに法定講習及び管理業務主任者証の書換えが必要である。
- 管理業務主任者資格登録を完了したが管理業務主任者証の交付を受けていない者は管理業務主任者資格者と呼ばれる。登録は違法行為などで取り消されない限り一生有効である。
- 管理業務主任者資格試験の合格実績は試験時の不正行為などで取り消されない限り、たとえ登録が消除されても一生有効である。

### 略称
主に資格試験予備校等で、マンション管理士をマン管と略す場合、同様に管業と呼称される場合がある。また管理主任者と呼ばれることがある。

## 関連資格
- 区分所有管理士
- 建築物環境衛生管理技術者
- 建築設備士
- 宅地建物取引士
- マンション管理士
- 賃貸不動産経営管理士
- 日本の不動産に関する資格一覧